# Station Pęgów
Station Pęgów is een spoorwegstation in de Poolse plaats Pęgów.